# Municipio de Mountain (condado de Yell)
El municipio de Mountain (en inglés: Mountain Township) es un municipio ubicado en el condado de Yell en el estado estadounidense de Arkansas. En el año 2010 tenía una población de 184 habitantes y una densidad poblacional de 2,56 personas por km².

## Geografía
El municipio de Mountain se encuentra ubicado en las coordenadas 35°9′44″N 93°24′23″O / 35.16222, -93.40639. Según la Oficina del Censo de los Estados Unidos, el municipio tiene una superficie total de 71.93 km², de la cual 71,6 km² corresponden a tierra firme y (0,46 %) 0,33 km² es agua.

## Demografía
Según el censo de 2010, había 184 personas residiendo en el municipio de Mountain. La densidad de población era de 2,56 hab./km². De los 184 habitantes, el municipio de Mountain estaba compuesto por el 87,5 % blancos, el 12,5 % eran de otras razas. Del total de la población el 13,59 % eran hispanos o latinos de cualquier raza.